# 김교흥
김교흥(金敎興, 1960년 8월 30일~)은 대한민국의 교수, 정치인이다. 제17·21·22대 국회의원이다.

## 생애
1986년 인천대학교 총학생회장으로 당선된 뒤 대표적인 사학비리의 온상이었던 선인재단 백인엽 이사장의 전횡에 맞서 학원민주화투쟁을 이끌었다. 같은 해 5·3 인천항쟁을 주도하다 구속되었다. 1991년 정치마케팅전문회사인 A&T를 창업해 대표이사와 정치평론가로 활동하며, 대한민국 정치컨설턴트 1세대로 자리매김했다.
1997년 새정치국민회의 김대중 총재의으로 인천연수구 지구당 위원장을 맡은후 시당 사무처장, 중소기업연구원 원장 등을 역임했다.2003년 열린우리당 창당 주역으로, 인천지역에서 가장 먼저 열린우리당 서구 지구당을 창당했다. 2004년 초에 치러진 열린우리당 중앙위원 경선에서 2위로 당선됐다. 2004년 제 17대 국회의원 선거에서 열린우리당 후보로 인천광역시 서구·강화군 갑 선거구에 출마하여 현역 지역구 국회의원인 새천년민주당 조한천 후보를 꺾고 당선되었다. 이후 열린우리당 인천광역시당위원장, 정책위원회 부의장 등을 역임하였다. 2005년 열린우리당 인천광역시당 위원장 경선에서 1위를 차지하는 대이변을 연출하며 시당위원장에 선출됐다.
2005년까지 국회 산업자원위원으로 개성공단 및 남북경제교류 활성화와 중소기업의 4대난제(자금,인력,기술,판로) 해결에 앞장섰으며, 중소기업협동조합법 개정법률안 등 7건의 법률을 대표 발의하고, 75건의 민생·개혁법안을 공동 발의해 주목을 받았다. 2006년부터 상임위를 교육위원회로 바꿔 안전한 학교급식과 무상급식, 교복가격 안정, 등록금 안정, 보육과 교육의 일원화를 통한 민간보육시설에 대한 지원 강화 등에 힘썼다. 특히, 교육부의 거센 반대를 무릅쓰고 학교에서 아이들의 건강을 책임지는 보건교사를 1인 이상 배치토록 하는 '학교보건법'과 '학교용지부담금환급특별법'의 국회통과를 주도했다. 제17대 국회의원선거에서 약속했던 7개 분야 52개 주요정책 공약 중 90.8%를 이행하는 높은 추진력을 인정받았다. 2005년, 2006년, 2007년에 걸쳐 270여개의 시민단체로 구성된 “국정감사 NGO모니터단으로부터 3년 연속 국정감사 우수국회의원으로 선정되기도 했다.
2008년 제18대 국회의원 선거에서 통합민주당 후보로 같은 선거구에 출마하였으나 민선 서구청장 출신인 한나라당 이학재 후보에 밀려 낙선하였다. 이후 민주당 수석사무부총장, 2009년 4·29재보궐선거 민주당 기획단장, 10·28재보궐선거 민주당 기획단장을 맡아 민주당의 승리에 기여했다. 2012년 제19대 국회의원 선거에서 민주통합당 후보로 같은 선거구에 출마하였으나 새누리당 이학재 후보에 밀려 낙선하였다. 2012년 부터 2014년까지 송영길 인천광역시장 밑에서 인천광역시 정무부시장으로 근무하였다. 2016년 제20대 국회의원 선거에서 더불어민주당 후보로 인천광역시 서구 갑 선거구에 출마하였으나, 역시 새누리당 이학재 후보에 밀려 낙선하였다. 2016년 6월 15일 정세균 국회의장의 비서실장으로 임명되었다. 2017년 정세균 국회의장이 앞장서 이루어낸 국회 근로자 203여명의 직접고용 및 정규직화를 도왔다. 우윤근 국회사무총장이 주러시아대사에 임명되어 궐위된 국회사무총장에 취임 업무를 수행하였다.
2020년 제21대 총선에서 인천 서구 갑에 출마, 당선되었으며, 2024년 제22대 총선에서 인천 서구 갑에서 재선되었다.

## 학력
- 용문고등학교 졸업
- 인천대학교 정치외교학 학사
- 인천대학교 대학원 정치외교학 석사
- 동국대학교 대학원 정치학 박사과정 수료

## 병역
- 1983년 강원도 춘성군 호크미사일 부대 만기제대

## 경력
- 1986년 인천대학교 총학생회장
- 1991년~1997년 정치마케팅회사 A&T 대표이사
- 1996년 故조철구 국회의원 정책비서관
- 1997년 시립인천대학교 평화통일연구소 연구위원
- 2002년~2004년 중소기업연구원 원장
- 2002년 새시대전략연구소 중소기업정책위원회 위원장
- 2002년~2004년 시립인천대학교 겸임교수
- 2003년 중소기업협동중앙회 정책위원
- 2004년 시립인천대학교 총동문회 부회장
- 2004년 열린우리당 중앙위원(중앙위원 경선에서 2위로 당선)
- 2004년 4월 15일 대한민국 제17대 국회의원 선거 당선(인천 서구·강화군 갑, 열린우리당, 초선)
- 2005년~2006년 열린우리당 인천광역시당 위원장
- 2007년 대통합민주신당 전략기획위원장, 쇄신위원회 총괄 간사
- 2008년~2009년 민주당 수석사무부총장
- 2008년 시립인천대학교 정치외교학과 초빙교수
- 2010년 제5회 전국동시지방선거 민주당 인천광역시장 예비후보
- 청소년 1% 희망클럽 이사
- 실업극복국민운동 인천본부 이사
- 새얼문화재단 운영위원
- 희귀난치근육병환우들의 생활시설 '더불어사는집' 이사
- 민주당 인천광역시당 서구·강화군 갑 지역위원회 위원장
- 국립인천대학교 정치외교학과 초빙교수
- (사)인천도시경영연구원 이사장
- 2012년 11월~2014년 4월: 제13대 인천광역시 정무부시장
- 2016년 6월~2017년 10월: 제31대 국회의장비서실장(차관급)
- 2017년 11월~2018년 2월: 제30대 국회사무총장(장관급)
- 2018년 4월~2018년 5월: 제7회 전국동시지방선거 더불어민주당 인천광역시장 경선후보
- 2018년 5월~: 청라국제도시문화예술원 상임고문
- 2018년 7월~2020년 4월: 대한체육회 부회장
- 2018년 7월~2019년 12월: 더불어민주당 인천광역시당 서구 갑 지역위원회 위원장
- 2020년 4월 15일: 대한민국 제21대 국회의원 선거 당선(인천 서구 갑, 더불어민주당, 재선)
- 2020년 7월~: 더불어민주당 인천광역시당 서구 갑 지역위원회 위원장
- 2022년 8월~2024년 7월: 더불어민주당 인천광역시당 위원장
- 2022년 10월~: 더불어민주당 정책위원회 선임부의장
- 2023년 2월~: 더불어민주당 기본사회위원회 부위원장
- 2024년 4월 10일: 대한민국 제22대 국회의원 선거 당선(인천 서구 갑, 더불어민주당, 3선)

### 의정 활동
- 2004년 5월 30일~2008년 5월 29일: 제17대 국회의원(인천 서구·강화군 갑, 열린우리당→대통합민주신당→통합민주당, 초선)
  - 제17대 국회 산업자원위원회 위원
  - 제17대 국회 교육위원회 위원
- 2020년 5월 30일~2024년 5월 29일: 제21대 국회의원(인천 서구 갑, 더불어민주당, 재선)
  - 2020년 6월~2022년 5월: 제21대 국회 전반기 국토교통위원회 위원
  - 2020년 7월~2024년 5월: 철강포럼 구성의원
  - 2022년 7월~2022년 8월: 제21대 국회 중앙선거관리위원회 위원(남래진) 선출에 관한 인사청문특별위원회 간사
  - 2022년 7월~2023년 6월: 제21대 국회 후반기 행정안전위원회 간사
  - 2022년 11월~2023년 1월: 제21대 국회 용산 이태원 참사 진상규명과 재발방지를 위한 국정조사 특별위원회 간사
  - 2023년 5월~2023년 6월: 제21대 국회 후반기 행정안전위원회 위원장직무대리
  - 2023년 6월~2024년 5월: 제21대 국회 후반기 행정안전위원회 위원장
- 2024년 5월 30일~: 제22대 국회의원(인천 서구 갑, 더불어민주당, 3선)
  - 2024년 6월~2025년 6월: 제22대 국회 전반기 산업통상자원중소벤처기업위원회 위원
  - 2025년 6월~: 제22대 국회 전반기 문화체육관광위원회 위원장

## 전과
- 소요: 징역 1년, 집행유예 2년 - 1986년 8월 1일 선고[1]

## 저서
- 『삼세계론의 시각에서 본 등소평의 독립자주외교노선에 관한 연구』 (1991)
- 『1등 선거전략』 (1991)
- 『통해야 흥한다 - 김교흥의 인천, 인천사람 이야기』 (2009)
- 『통하는길 흥하는길 - 김교흥의 인천 그리고 서구생각....』 (2012)
- 『아내와 시장가는 길』 (2018)
- 『밀알은 반드시 쓰인다』 (2020)

## 수상
- 3년연속 국정감사 우수 국회의원 선정 (2005년, 2006년, 2007년)
- 우수 국회의원 연구단체 선정 (2007년)

## 역대 선거 결과
|  | 45.23% |

|  | 39.49% |

|  | 47.34% |

|  | 38.23% |

|  | 53.23% |

|  | 57.59% |

## 소속 정당
| 소속 정당 | 소속 정당      | 소속 기간 | 비고      |
| --------- | -------------- | --------- | --------- |
|           | 새정치국민회의 | 1996~2000 | 정계 입문 |
|           | 새천년민주당   | 2000~2003 | 합당      |
|           | 무소속         | 2003      | 탈당      |
|           | 열린우리당     | 2003~2007 | 창당      |
|           | 대통합민주신당 | 2007~2008 | 합당      |
|           | 통합민주당     | 2008      | 합당      |
|           | 민주당         | 2008~2011 | 당명 변경 |
|           | 민주통합당     | 2011~2013 | 합당      |
|           | 민주당         | 2013~2014 | 당명 변경 |
|           | 새정치민주연합 | 2014~2015 | 합당      |
|           | 더불어민주당   | 2015~2017 | 당명 변경 |
|           | 무소속         | 2017~2018 | 탈당      |
|           | 더불어민주당   | 2018~현재 | 복당      |

## 같이 보기
- 강화군의 국회의원
- 서구 갑 (인천)
- 서구·강화군 갑
- 인천 서구의 국회의원
- 인천광역시 부시장
- 대한민국의 국회의장비서실장
- 대한민국의 국회사무총장